# Nyhetstecken
Nyhetstecken är ett nyhetsprogram på svenskt teckenspråk i Sveriges Television. Programmet visas varje vardag klockan 17.20 i SVT2 och de lägger även upp nyheter på webben på svt.se. De TV-sända programmen har en speakerröst som översätter teckenspråket i programmet till svenska.
Programmet startade sina sändningar 26 september 1987, och sände då i tjugo minuter en gång i veckan. Den 1 mars 1993 började programmet sända varje vardag i fem minuter och ett längre nyhetsprogram på lördagar. 
Idag är programmet tio minuter långt och sänds 17.20–17.30 i SVT2 på vardagar, 17.30-17.40 på sommaren. Det sänds även en repris mellan kl 01.35-02.05.